# North Reading
North Reading – miasto w Stanach Zjednoczonych, w stanie Massachusetts, w hrabstwie Middlesex.